# Teen Top
I Teen Top (틴탑?) sono una boy band sudcoreana attiva dal 2010.

## Storia
Il gruppo è composto da sei membri ed ha debuttato con la compagnia TOP Media, strettamente associata a Andy Lee (Shinhwa). 
Il primo singolo Come into the World è uscito nel luglio 2010.
Nel gennaio 2012 hanno pubblicato il mini-album It's, prodotto e scritto da Brave Brothers. 
Nel brano Crazy collabora Kwon So-hyun delle 4Minute.

## Formazione
- ChunJi (춘지)
- Niel (니엘)
- Ricky (리키)
- Changjo (창조)

### Ex membri
- C.A.P (캡)
- L.Joe (엘조)

## Discografia

### Album studio
- 2013 – No. 1

### EP
- 2011 – Roman
- 2012 – It's
- 2012 – Artist
- 2013 – Teen Top Class
- 2014 – Éxito

### Singoli
- 2010 – Come into the World
- 2011 – Transform
- 2012 – Be Ma Girl Summer Special
- 2014 – Snow Kiss